# Doubravník
Doubravník – miasteczko i gmina w Czechach, w powiecie Brno, w kraju południowomorawskim. Według danych z dnia 1 stycznia 2014 liczyła 808 mieszkańców.